# Tipula (Formotipula) obliterata
Tipula (Formotipula) obliterata is een tweevleugelige uit de familie langpootmuggen (Tipulidae). De soort komt voor in het Palearctisch gebied.